# Lena Burke
Lena Burke, biết đến với tên Lena Pérez hoặc Lena (sinh ngày 18 tháng 2 năm 1978, tại Havana, Cuba) là ca sĩ-nhạc sĩ người Cuba. Cha cô là Rey Nerio, mẹ là Malena Burke, bà cô là Elena Burke. Cô viết bài hát đầu tiên vào năm 3 tuổi. Cô được cha mình cho tham gia lớp học guitar từ lúc 5 tuổi và lớp piano cổ điển năm 7 tuổi.  Sau 12 năm thu âm tại phòng thu, Lena trở thành nghệ sĩ piano hòa nhạc, giành được nhiều giải thưởng.
Burke học chơi guitar và piano cổ điển từ khi còn nhỏ.  Burke bắt đầu sự nghiệp âm nhạc của mình tham gia hát đệm trong các album của Gloria Estefan, Julio Iglesias, Jennifer Lopez, Thalía, Jaci Velasquez, Chayanne và Alejandro Sanz. Sanz đã giới thiệu Burke cho giám đốc điều hành tại nhãn hiệu của mình và họ đã đồng ý ký hợp đồng với cô. Đĩa đơn đầu tay của cô mang tên "Tu Corazón", song ca với Sanz, nhận được đề cử giải thưởng Grammy Latin cho hạng mục Ca khúc của năm. Album thứ hai mang tên La Mala được phát hành vào năm 2008 

## Danh sách đĩa hát
Lena (2005) Năm 2005, bản thu âm đầu tiên của Lena, đĩa đơn mang tên "Tu Corazón", là một thành công lớn trong sự nghiệp âm nhạc của Lena. Đây là một bản pop ballad song ca giữa Lena với ca sĩ, nhạc sĩ người Tây Ban Nha Alejandro Sanz. Trước đó Lena cũng phát hành hai đĩa đơn không nổi bất lắm mang tên "Puedo Jurarlo" và "Que Seria De Mi", nhưng được các nhà phê bình khen ngợi vì lời bài hát và giọng hát của Lena.
Danh sách track:
- Arrepentido
- Tu Corazón (feat. [./https://en.wikipedia.org/wiki/Alejandro_Sanz Alejandro Sanz])
- Que te perdone Dios
- Amanecerte la Vida
- Viejos Tiempos
- Sígueme
- Que sería de mi
- Puedo jurarlo
- Ororeiya
- Ven y...
- Noche como esta
- Eterna pasajera

La Mala (2009)
Bộ phim đầu tiên được phát hành với diễn xuất của Lena mang tên "La Mala". Đây là bộ phim tài liệu tiểu sử của ca sĩ nổi tiếng người Cuba La Lupe.
Danh sách track:
- La Tirana
- Que Te Pedi
- [./https://en.wikipedia.org/wiki/Fever_(Little_Willie_John_song) Fever] (feat. [./https://en.wikipedia.org/wiki/Tito_El_Bambino Tito El Bambino])
- Puro Teatro
- Con El Diablo En El Cuerpo (feat. [./https://en.wikipedia.org/wiki/Yotuel_Romero Yotuel] từ [./https://en.wikipedia.org/wiki/Orishas_(band) Orishas])
- Yo No Lloro Mas
- Si Vuelves Tu
- Porque Asi Tenia Que Ser
- Que Te Pedi [Acoustic]
- Que Puedo Hacer
- Cosas De La Vida
- Rumbon (Basado En "Yo No LLoro Mas")

Alex, Jorge y Lena (2010)
Với dự án tổng hợp này, Lena trở lại ngành công nghiệp âm nhạc với ca sĩ người Tây Ban Nha Alex Ubago và cựu thành viên ban nhạc Bacilos, Jorge Villamizar. Họ thực hiện dự án mới mang tên "Alex, Jorge y Lena".  Đĩa đơn đầu tiên của họ là "Estar Contigo." Năm 2011, bộ ba đã được đề cử giải Premio Lo Nuestro cho giải Nhóm nhạc đột phá nhất. Họ biểu diễn bài "Estar Contigo" trong buổi lễ trao giải.
Danh sách track:
- La Cancion Del Pescado
- Mil Maneras De Querer
- Estar Contigo
- Quien
- Las Cosas Que Me Encantan
- Ya Sabes Como Soy
- Si Ya No Tengo Tu Corazon
- Versos De Amor
- A La Vuelta De La Esquina
- Huella
- Sobre El Suelo Mojado
- Mas Na' Contigo